# Comic Strip Production
 (août 2020).
Si vous disposez d'ouvrages ou d'articles de référence ou si vous connaissez des sites web de qualité traitant du thème abordé ici, merci de compléter l'article en donnant les références utiles à sa vérifiabilité et en les liant à la section « Notes et références ».
Comic Strip Production est une société de production de télévision et de cinéma française, créée par Thierry Aflalou en 1992. 

## Présentation
Après des premières années consacrées essentiellement à produire des courts métrages de fiction et des documentaires de création, Comic Strip Production s'est dirigée progressivement vers des œuvres plus longues, téléfilms ou longs métrages, tout en poursuivant une production documentaire.

## Productions

### Cinéma

#### Long Métrage
- 2021 : Azuro de Matthieu Rozé - Fiction
- 2012 : Les Roses Noires de Hélène Milano - Documentaire
- 2012 : Cassos de Philippe Carrese
- 2010 : Un ange à la mer de Frédéric Dumont - production associée
- 2006 : Sempre vivu ! de Robin Renucci - production exécutive
- 2002 : Affaire(s) à suivre de Bernard Boespflug

#### Court Métrage
- 2020 : A la mer de David Bouttin
- 2020 : Palimpseste de Max Besnard
- 2012 : Machin de Damien Jouillerot
- 2010 : Moussa de Sofiane Belmouden
- 2005 : Les Messagers de Patrick Dhaussy
- 2004 : La perruque du Bonheur de Antony Fayada
- 2003 : L'anniversaire de Lulu de Patrick Dhausy
- 2002 : Fatigué de Philippe Ortoli
- 2001 : Faute de Grive de Patrick Bosso
- 2001 : Les tyrans ordinaires de Catherine Jeannin
- 2000 : Luna Park de Thierry Aflalou
- 2000 : Jeannot l'éclair de Fabrice Turbil
- 1999 : René, pas Rémi ! de Philippe Carrese
- 1999 : Rien ne sert de courir de Patrick Bosso
- 1998 : En direct de Alain Bœuf
- 1998 : Oh, les Beaux dimanches! de Julie Gavras
- 1997 : Stress de Didier Delaitre
- 1997 : Vazyah !!! de Henri-Paul Amar
- 1996 : le Balcon de Henri-Paul Amar
- 1994 : Voix Off de Thierry Aflalou
- 1993 : Tu Dors encore Duval?! de Didier Brosse

### Télévision

#### Fiction
- 2012 : Mortel été de Denis Malleval
- 2010 : Conte de la frustration de Akhenaton et Didier D Daarwin
- 2008 : L'arche de babel de Philippe Carrese
- 2006 : Liberata de Philippe Carrese
- 2005 : Malaterra de Philippe Carrese

#### Documentaire
- 2011 : Au cœur des festivals de Vincent Desombre
- 2011 : Le regard de Georges Brassens de Sandrine Dumarais
- 2010 : Avignon, à corps et à cris de Vincent Desombre
- 2010 : Les Roses Noires de Hélène Milano
- 2010 : Les minots de l'OM de Antony Fayada
- 2010 : De barres de fer, nos hommes ont fait des navires de Bernard Boespflug
- 2010 : A l'école du talent
- 2009 : Les nouveaux artistes de Marie Borrelli
- 2009 : Je danse donc je suis de Antony Fayada
- 2009 : La crème des cuisines de Vincent Desombre
- 2009 : Les mécanos de la victoire de Laetitia Agostini
- 2009 : Les aiguilleurs du ciel de Catherine Aira
- 2009 : Une école dans un théâtre de Sandrine Dumarais
- 2009 : Cramponnés au rêve de Pierre Cholbi
- 2009 : Rêves de casaques de Hélène Milano
- 2009 : Les condés de Thierry Aguila
- 2009 : On the edge of passion de Thierry Aguila
- 2008 : Brel, Brassens, Ferré, trois hommes sur la photo de Sandrine Dumarais
- 2008 : Barca/Madrid, plus qu'un match de Thierry Aguila
- 2007 : Le tribunal des marchands de Bernard Boespflug
- 2007 : Les parrains de la côte de Philippe Carrese et Thierry Aguila
- 2007 : Génération égalité des chances de Antony Fayada
- 2007 : Le chant du bois de Patrick Dhaussy et Isabelle Françaix
- 2007 : Glasgow Colours de JC Gaudry
- 2006 : Une journée sur la plage de Marie Borrelli
- 2006 : Les épiciers ambulants série documentaire de Éric Guirado
- 2005 : Nos amours de vieillesse de Hélène Milano
- 2005 : Jean-Louis Trintignant, j'ai rendez-vous avec vous de Sandrine Dumarais
- 2005 : Robin Renucci, l'artisan poète de Bernard Boespflug
- 2005 : Les irréductibles des Riceys de Antony Fayada
- 2005 : Calcio romano de JC Gaudry
- 2004 : L'héritère du Haut Poitou de Antony Fayada
- 2004 : Mr De, a Detroit Story de JC Gaudry
- 2004 : Albertine Sarrazin, le roman d'une vie de Sandrine Dumarais
- 2004 : Dominici, un polar rural de Antony Fayada
- 2004 : Les sorciers du vin jaune de Bernard Boespflug
- 2004 : La mer à tout prix de Vincent Desombre
- 2003 : L'artiste des Corbières de JC Gaudry
- 2003 : Tellement Bosso de JC Gaudry
- 2003 : Les petits anges du père Noël de Bernard Boespflug
- 2002 : Massilia? Trop puissant ! de Philippe Carrese
- 2002 : Les hommes du Bandol de Bernard Boespflug
- 2002 : Les hommes du Patrimonio de Federico Mosca
- 2001 : Fonky Family, haute tension de JC Gaudry